# Rosana (football)
Pour les articles homonymes, voir Rosana.
Rosana, de son nom entier Rosana dos Santos Augusto, née le 7 juillet 1982 à São Paulo au Brésil, est une footballeuse internationale brésilienne évoluant au milieu de terrain.

## Carrière

### Club

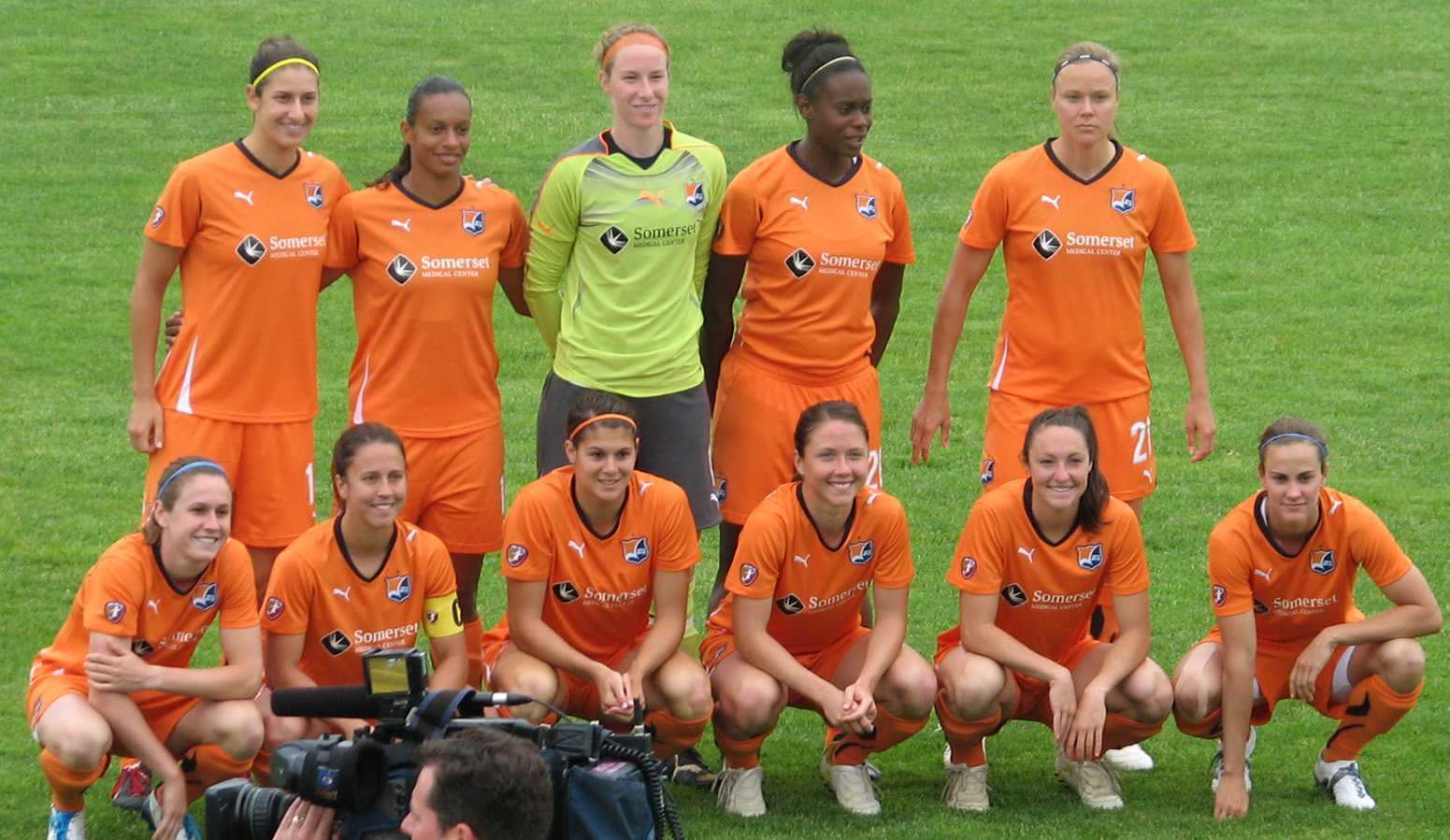
Rosana avec ses coéquipières du Sky Blue FC en mai 2010

Rosana a commencé à jouer au football au Brésil mais comme il était impossible pour une femme de gagner sa vie au football au Brésil, elle est partie jouer en 2004 pour SV Neulengbach en Autriche. Par la suite, lors de deux saisons en 2009 et en 2010, elle évolue pour Sky Blue FC dans la Women's Professional Soccer. En 2011, Rosana retourne au Brésil et joue pour le AD Centro Olímpico, puis signe à l'Olympique Lyonnais, le 22 septembre 2011,. Elle signe au PSG en février 2016.

### Carrière internationale
Elle est membre de l'équipe du Brésil de football féminin avec laquelle elle a gagné une médaille d'or aux Jeux panaméricains de 2007 et une médaille d'argent aux Jeux olympiques de 2004 et de 2008, et à la coupe du monde de football féminin 2007. Elle participe également à la coupe du monde de football féminin 2011 où le Brésil est éliminé en quart de finale par les États-Unis.

## Palmarès
São Paulo
- Championnat du Brésil (1) :
  - Championne : 1997

 SV Neulengbach
- Championnat d'Autriche (4) :
  - Championne : 2005, 2006, 2007, 2008
  - Meilleure joueuse du championnat en 2005

- Coupe d'Autriche (4) :
  - Vainqueur : 2005, 2006, 2007, 2008

 Sky Blue FC
- Women's Professional Soccer (1) :
  - Vainqueur : 2009

 Olympique lyonnais
- Championnat de France (1) :
  - Championne : 2012

- Coupe de France (1) :
  - Vainqueur : 2012

- Ligue des champions (1) :
  - Vainqueur : 2012

 Équipe du Brésil
- Coupe du monde :
  - Finaliste : 2007

- Jeux olympiques :
  - Finaliste : 2004, 2008